# 絶望大快楽 LIVE at 後楽園ホール'83
『絶望大快楽 LIVE at 後楽園ホール'83』（ぜつぼうだいかいらく ライブ・アット こうらくえんホール 83）は、日本のロック・バンドであるザ・スターリンのライブ・アルバム。
2005年12月5日に北極バクテリアよりリリースされた。

## 解説
1983年5月2日、後楽園ホールで行われたライブを収録したアルバム。アルバム『虫』（1983年）を発売した後のツアーであり、ギターのタムが脱退した後のメンバー構成となっている。
この日のライブでは、全27曲をノンストップで演奏しており、MCなどは一切入れていない。
また、この音源はカセットテープで録音されたものを使用しているため、音質には難があり、A面からB面に移る部分が抜けてしまっているため、その部分で演奏された「カタログZ」のみ収録されていない。

## 収録曲
| #         | タイトル                   | 作詞  | 作曲・編曲 | 時間 |
| --------- | -------------------------- | ----- | ---------- | ---- |
| 1.        | 「虫」                     |       |            | 8:52 |
| 2.        | 「猟奇ハンター」           |       |            | 1:40 |
| 3.        | 「365」                    |       |            | 1:35 |
| 4.        | 「天プラ」                 |       |            | 1:01 |
| 5.        | 「Fifteen（15才）」        |       |            | 1:32 |
| 6.        | 「冷蔵庫」                 |       |            | 1:25 |
| 7.        | 「ロマンチスト」           |       |            | 1:40 |
| 8.        | 「バキューム」             |       |            | 1:55 |
| 9.        | 「解剖室」                 |       |            | 1:51 |
| 10.       | 「アーチスト／マリアンヌ」 |       |            | 7:13 |
| 11.       | 「ハード・コア」           |       |            | 1:32 |
| 12.       | 「STOP JAP」               |       |            | 1:36 |
| 13.       | 「負け犬」                 |       |            | 1:44 |
| 14.       | 「Bird」                   |       |            | 0:55 |
| 15.       | 「水銀」                   |       |            | 3:08 |
| 16.       | 「先天性労働者」           |       |            | 4:05 |
| 17.       | 「GO GO スターリン」       |       |            | 1:38 |
| 18.       | 「GASS」                   |       |            | 1:00 |
| 19.       | 「泥棒」                   |       |            | 1:09 |
| 20.       | 「ING'O（夢遊病）」        |       |            | 1:41 |
| 21.       | 「Nothing」                |       |            | 1:58 |
| 22.       | 「ワルシャワの幻想」       |       |            | 7:19 |
| 23.       | 「STOP GIRL」              |       |            | 3:01 |
| 24.       | 「爆裂（バースト）ヘッド」 |       |            | 2:27 |
| 25.       | 「アザラシ」               |       |            | 1:56 |
| 26.       | 「肉」                     |       |            | 2:05 |
| 合計時間: | 合計時間:                  | 66:00 |            |      |

## 曲解説
1. 虫
2. 猟奇ハンター
3. 365
4. 天プラ
5. Fifteen（15才）
6. 冷蔵庫
7. ロマンチスト
8. バキューム
9. 解剖室
10. アーチスト／マリアンヌ
11. ハード・コア
12. STOP JAP
13. 負け犬
14. Bird
15. 水銀
16. 先天性労働者
17. GO GO スターリン
18. GASS
19. 泥棒
20. ING'O（夢遊病）
21. Nothing
22. ワルシャワの幻想
23. STOP GIRL
24. 爆裂（バースト）ヘッド
25. アザラシ
26. 肉

## 参加ミュージシャン
- 遠藤ミチロウ - ボーカル
- 杉山シンタロウ - ベース
- 良次雄 - ギター
- 中村達也 - ドラムス